# 五月瓜藤
五月瓜藤（学名：Holboellia fargesii）为木通科八月瓜属下的一个种。